# Manuel Moreno (golfer)

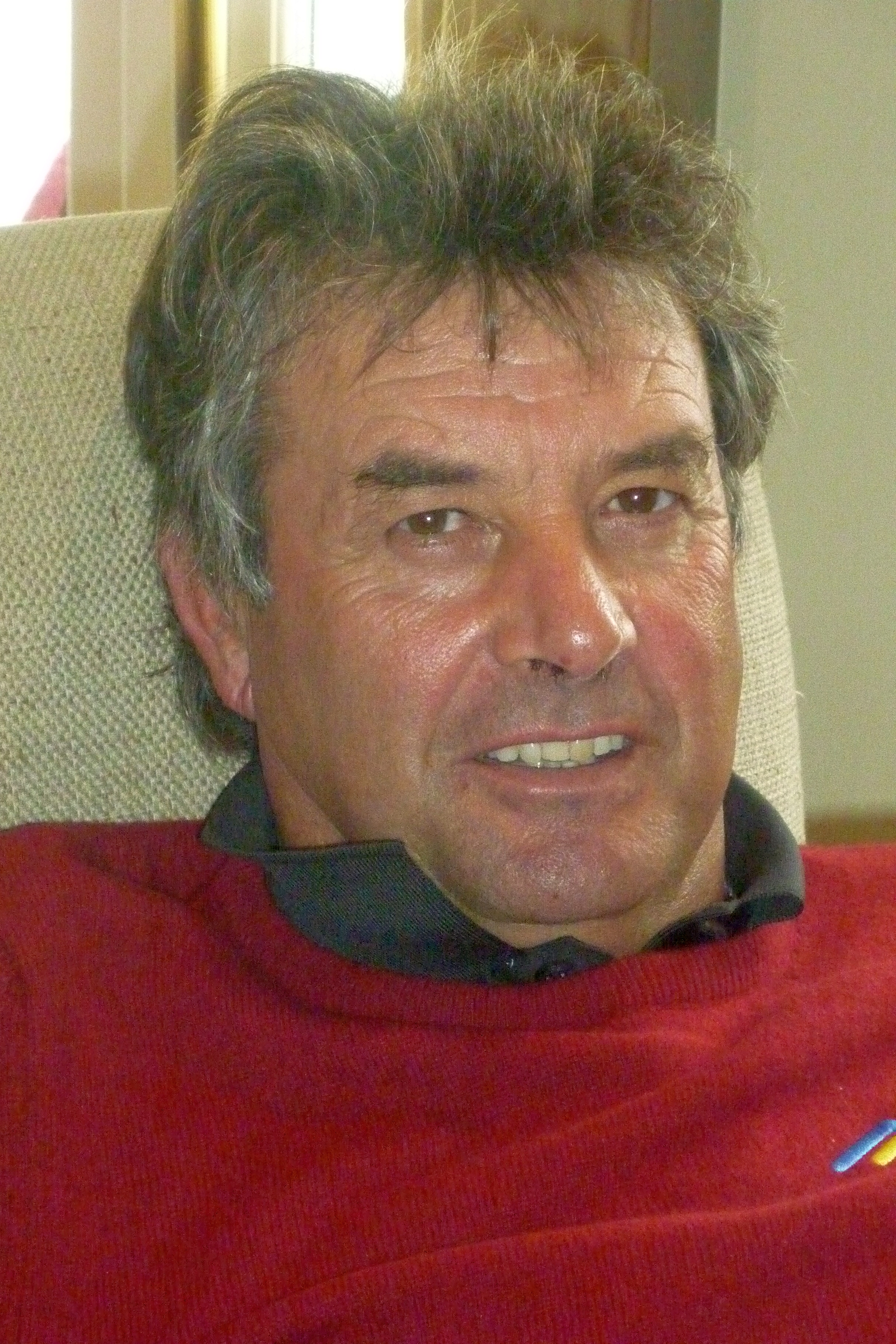

Manuel Moreno (7 februari 1959) is een Spaanse golfprofessional. Hij speelde tot eind 1992 op de Europese PGA Tour en sinds 2011 op de Europese Senior Tour.
Van 1989-1992 speelde Manuel Moreno op de Europese Tour. In zijn eerste jaar eindigde hij bij het Portugees Open op de 2de plaats achter Colin Montgomerie. Hij stond bekend om zijn sterke afslagen, maar een bekende Engelse zegt "You drive for show, you putt for dough" (heel vrij vertaald: je afslag is voor de show, met het korte werk verdien je).
Ter voorbereiding op het spelen op de Senior Tour is hij weer enkele toernooien gaan spelen. Eind 2010 eindigde hij op de 6de plaats van de Tourschool zodat hij in 2011 de Senior Tour kan spelen. Zijn beste resultaat tot dusver is een 16de plaats bij het Senior World Championship op de Mission Hills Golf Club in China, dat door Sandy Lyle werd gewonnen. 

## Gewonnen
- 2010: Olivar de la Hinojosa (−3)